# Hilaire Mayamba monga Liwanda
Hilaire Mayamba monga Liwanda, né à Bumba le 21 janvier 1942 et décédé le 30 octobre 2021 à Kinshasa, était un homme politique du Congo-Kinshasa. Elu au sénat le 19 janvier 2007 pour le district de la Mongala dans la province de l’Équateur comme indépendant,. Auparavant, il a été un 
Haut fonctionnaire de l'Etat ( Éducation nationale, Enseignements Supérieurs et universitaires  , Finances / Direction Général des Impôts ), retraité au grade de  Secrétaire général de l'administration Congolaise. Sénateur - Vice -Président Commission environnement du Sénat  . Diplômé licencié en Sciences du Travail  de l'Université Libre de Bruxelles , diplômé en licence spéciale en droit maritime et aérien de l’Université libre de Bruxelles.  Également Diplômé du Droit portuaire international  de l'Université d'Anvers , et 
de Droit fiscal à  l'Institut St Louis à Bruxelles.